# キン肉マンの技一覧
- キン肉マン > キン肉マンの技一覧

キン肉マンの技一覧（キンにくマンの わざいちらん）では、ゆでたまごの漫画『キン肉マン』に登場する技の説明をする。
技は大きく、「打撃技」「投げ技」「激突技」「関節技・固め技」「返し技」「光線・ビーム系の技」「防御技」「連続技」「武器・凶器などを使用した技」「特殊技」「その他」に分類する。また、複数人で放つ技は「タッグコンビネーション」に含める。
技は『キン肉マン』世界での物理法則にしたがい、現実での物理法則が当てはまらない。また、バスター系の技（およびその返し技）はキン肉バスターの項にも記述されている。

## 打撃技
阿修羅魚雷（アシュラぎょらい）
アシュラマンの技。ロープの反動を利用して、回転しながら相手に突進する技。「黄金のマスク編」でキン肉マンに対して使用。
ウィング・カッター
ザ・ホークマンの技。保護色によって自分の姿を消した後、羽根だけを出現させ羽根を刃物に変化させ相手を切り裂く技。「キン肉星王位争奪編」でキン肉マンに対して使用。
ウッド・カッター・ハンド
ジェロニモの技。ジ・オメガマン戦で使用。右手の掌にパワーを集めて繰り出す強力なチョップ攻撃。作中では、その名の通りにタムタムの木を切り倒して、オメガマンを下敷きにするが、5人の亡霊超人に守られたオメガマンには通じなかった。
ウルフマン張り手（ウルフマンはりて）
ウルフマンの技。鋼のように鍛えられた筋肉から繰り出される張り手。ただし、作中で使用したのはウルフマンのパワーで蘇ったキン肉マン。
エルボー
ビューティー・ローデス（アニメではビューティー・ロローデス）の得意技。
火事場のメガトン・パンチ（かじばのメガトン・パンチ）
キン肉マンの技。悪魔将軍戦で、ダイヤモンドボディを傷つけるのに使用した。
空手殺法（からてさっぽう）
ジャンヌ・スティムボードの得意技。空手技を連続で繰り出す。
キン骨ヘッドバット（キンこつヘッドバット）
キン骨マンの技で、敵の腹部に向かって頭から飛び込む。ゲームオリジナルの技。
キン肉地雷（キンにくじらい）
キン肉マンの必殺技。飛んできた相手の下に入り込み、両手を振り上げて吹っ飛ばす技。黄金のマスク編で、アシュラマンに対して使用。
喧嘩ボンバー（クォーラルボンバー）
ネプチューンマン（喧嘩男）の必殺技。「夢の超人タッグ編」の2000万パワーズ戦で、モンゴルマン（ラーメンマン）に対して初使用。鍛え上げた左腕から繰り出される強烈なラリアット。キン肉星王位争奪編では正体を隠し、ザ・サムライと名乗っていたため、「居合斬りボンバー」の名で使用している。
バッファロー・ハンマー
バッファローマンの必殺技。「7人の悪魔超人編」でキン肉マンに対して初使用。腕に装着したバッファローサポーター部分を相手の喉元にぶつける強烈なラリアット。
マンモス・ラリアート（ラリアット）
マンモスマンの技。「キン肉星王位争奪編」の強力チーム戦でキャノン・ボーラーに対して使用。右腕から繰り出すラリアート（ラリアット）。『キン肉マンII世』の「究極の超人タッグ編」では、左腕でネプチューンマン（喧嘩男）の得意技・ 喧嘩ボンバーと同等の威力の強烈なラリアットをタッグ技クロス・ボンバー時に繰り出していた。
キャノン・ラリアット
キャノン・ボーラーの必殺技。「キン肉星王位争奪編」の知性チーム戦でマンモスマンに対して初使用。右腕から繰り出される強烈なラリアット。
スターリーナイト・タックル
スペシャルマンの技。ゲームオリジナル。
スパイラル・ブレット
ザ・ホークマンの技。自分の体を羽根で包み込み、回転しながら相手に突進する技。「キン肉星王位争奪編」でキン肉マンに対して使用。
超人ロケット（ちょうじんロケット）
ロビンマスクの技で第20回超人オリンピック決勝の対キン肉マン戦で初使用。人間ロケットと同じ技だが、ロビンマスクが超人であるため実況者が言いなおしている。ゲームでは人間ロケットと区別され、威力も高く設定されている。
テキサス・コンドルキック
テリーマン（=2代目キン肉マングレート）の技。コンドルのように飛び上がり、相手の頭を両足ではさみ、両膝で顔面に攻撃する。
テキサス・ストレート
テリーマンの技で、左のストレートパンチ。打つ前に左手を回す癖があるため、スキが大きい。名前はゲーム版で判明。
テリーパンチ
テリーマンの開発した技。ただし、作中で初めて使用したのはテリーの腕を奪ったアシュラマン。
ナックル・パート
相手に連続でパンチを浴びせる。テリーマンが使用。
肉弾エルボードロップ（にくだんエルボードロップ）
キン肉マンがブラックホール戦で使用。超高度からのエルボードロップ。
肉弾急降下爆撃（にくだんきゅうこうかばくげき）
悪魔将軍の技。ポストから飛び上がって相手に向かって頭から激突する。黄金のマスク編で、キン肉マンに対して使用。
ネイル・クラッシュ
ザ・ホークマンの技。普通のドロップキックに見せかけて、足から爪が生えてきて切り裂く技。「キン肉星王位争奪編」でキン肉マンに対して使用。
ノーズ・フェンシング
マンモスマンの技。鼻をとがらせ、フェンシングのように相手を突き刺す技。「キン肉星王位争奪編」でレオパルドンに対して初使用し、その一撃で葬り去った。
ハリケーン・ミキサー
バッファローマンの必殺技。「七人の悪魔超人編」の冒頭でウォーズマンに対して初使用。頭部のロングホーンの強度を生かしたタックルで相手を吹き飛ばす。強烈な回転を加えて吹き飛ばすため、相手は受身も取れずに頭からキャンバスへと叩きつけられる。何度もこれをくりかえすハリケーン・ミキサー死のコースや威力を100倍に上げたスペシャルハリケーン・ミキサーと呼ばれる応用技も存在する。バッファローマンは、この技を放つ際に左足で地面を三回蹴るクセがある。ロングホーン一本でも使用可能。
ハンブルグの黒い霧（ハンブルグのくろいきり）
ブロッケンJr.の技。「キン肉星王位争奪編」の残虐チームvs知性チームの6人タッグマッチにおいてキン肉マンスーパー・フェニックスに対して使用。相手の頭部に倒立した体勢から、その顔面目掛け両脚で蹴りを放つ。
ビッグ・タスク
マンモスマンの大きな牙で相手を貫く技。またはマンモスマンの牙そのものを指す。マンモスマンの意志とは関係なく（自身の意思で引っ込めることは可能）、相手の吐く息や汗、血に反応し自動的に追尾する。他にビッグ・タスクは枝分かれしたり、回転しドリルのようになる「ビッグ・タスク・ドリル」がある。
フットボール・タックル
スペシャルマンの得意技。原作では使用されていない。ゲーム『キン肉マン ジェネレーションズ』では、セコンドアクションとして使用可能。カナディアンマンも使用可能である。
武道爆裂キック（ぶどうばくれつキック）
ネプチューン・キングことビッグ・ザ・武道の技。武道の巨体から繰り出される、強烈なとび蹴り。
フライング魚雷（フライングぎょらい）
スカイマンの必殺技で、「第20回超人オリンピック編」の対テリーマン戦で使用。高く飛び上がり、そのまま頭から相手に激突する。後のアメリカ遠征編でテリーマンが、「キン肉星王位争奪編」では「ミートキッズ魚雷」としてミートが使用した。
フライングパンチ
キン肉マンの必殺技。「48の殺人技」の一つ。ブラックホール戦でキン肉マンが放とうとしたが、不発に終わる。
フライング・レッグラリアート
ラーメンマン（モンゴルマン）の必殺技。空中で放つレッグ・ラリアート。
ベルリンの赤い雨（ベルリンのあかいあめ）
ブロッケンJr.の必殺技。「宇宙野武士編」で初使用。高速で手刀を放ち、相手の身体を切り裂く。ブロッケンJr.の代名詞ともいえる技である。切り裂かれた相手から血が噴出す様を赤い雨に例えた。ブロッケンマンも、この技を得意としていたとのこと。また、「ベルリンの赤い雨」はブロッケンJr.の異名にもなっている。
マーシャルアーツキック
初代キン肉マングレート（＝プリンス・カメハメ）の得意技。相手に背を向けジャンプ、空中で半回転し、そのままキックを浴びせる。後に、2代目グレートであるテリーマンも使えるようになった。
ルービックキューブ張り手（ルービックキューブはりて）
ウルフマン（アニメではリキシマン）の必殺技。「第21回超人オリンピック編」のキューブマン戦で初使用。得意の張り手で殴られた相手の顔面は赤（血豆）、青（青タン）、黄色（膿）などの色で腫れ上がる。
レッグ・ラリアート
ラーメンマン（モンゴルマン）の技。「七人の悪魔超人編」のブロッケンJr.対ミスター・カーメン戦において、ブロッケンJr.を助ける際に初使用。相手の喉もと目掛け、脚で放たれるラリアート。
偽マッスル・リベンジャー（にせマッスルリベンジャー）
キン肉マンマリポーサの必殺技で、マリポーサ版 マッスル・リベンジャーとも言われる。空中から頭突きを繰り返しながら相手をキャンバス深く突き刺していく。壁画に描かれていた「キン肉族3大奥義」の図から編み出されたが、マリポーサは掛け手と受け手を間違えて解釈しており、別物の技になっていた。「キン肉星王位争奪編」での対ロビンマスク戦で使用。マリポーサの俊敏でバランス感覚に優れた能力により、可能になる技である。アノアロの杖による炎をまとっての“偽マッスル・リベンジャー”もあるが、ロビンマスクに破られている。スーパーファミコン用ゲーム『キン肉マン DIRTY CHALLANGER』では、キン肉マンビッグボディの必殺技として使われており、マリポーサは代わりにアステカドロップを使用している。
ジャンククラッシュ
ジャンクマンの必殺技。両手に装備されたトゲで攻撃する。「黄金のマスク編」でロビンマスク戦で使用。ゲーム『キン肉マンマッスルグランプリ』では、ダブルフェイスと組み合わせたバージョンや連続でジャンククラッシュを放ち、ロビンマスクの鎧を破壊した動作を再現した血の池地獄などの超必殺技がある。

## 投げ技
アイアンクロー投げ（アイアンクローなげ）
ゴッド・フォン・エリックの得意技。アイアンクローの状態から、相手を放り投げる。
合掌捻り（がっしょうひねり）
ウルフマンの必殺技。「超人オリンピック ザ・ビッグファイト」対キューブマン戦で、読み切りでブラック・シップ戦で使用。相手の顔面を両手で捕まえ、捻り投げる。なお、現在の大相撲でこの技を使った場合の決まり手は徳利投げとなる（徳利投げは、2000年末の改正で追加された決まり手）。
宇宙旅行（うちゅうりょこう）
「48の殺人技」のNo.1。成功すれば相手を冥王星まで投げ飛ばす（作中では月に当たるなどして未遂）荒業ながら、48種の中では最も簡単とされる。
キン肉マンと彼の技を盗んだピークア・ブーが使用。
ダブルレッグ・スープレックス
ネプチューンマンの必殺技。「夢の超人タッグ編」対超人師弟コンビのウォーズマンに対して初使用。ハンマースルーでロープに飛ばし、戻ってきた相手の背中をチョッキの針で突き刺して動きを封じた後、両足を抱えて後方に投げ飛ばす大技である。破壊力は凄まじく衝撃でウォーズマンが失明したほどである。『キン肉マン』においては最強の個人技、『キン肉マンII世』では、ネプチューンマンの単独最強技といわれる。
ゲーム版では、ハンマースルーの部分を喧嘩ボンバーにしたバリエーション喧嘩ボンバー〜ダブルレッグ・スープレックスもある。
超人十字架落とし（ちょうじんじゅうじかおとし）
バッファローマンの必殺技。「キン肉星王位争奪編」残虐チームvs知性チームの6人タッグマッチにおいてマンモスマンとの戦いで使用した。相手の両腕を掴んで動きを封じ、自分の身体ごと後ろに投げる荒技。マンモスマンが目の前に迫って来るという窮地から過去の風で吹き飛んだ十字架が心臓めがけて飛んで来たことと重ねその場で会得。技が決まった時、相手がその十字架のようになることから名づけられた。『II世』では、時系列では「王位争奪編」の前となる「究極の超人タッグ編」においても使用した
バック・フィリップ
プリンス・カメハメの必殺技で「トリプル・ビーフ・ケーキ」のラスト。「アメリカ遠征編」対キン肉マン戦で初使用。キン肉マンを僅か7秒でフォール負けに追い込んだ技である。相手を抱えて、自らの体ごと後方に投げる。キン肉マンがカメハメに弟子入りし、強豪超人へと進化するきっかけとなった技だが、同時に彼の心にトラウマとして刻まれてしまった技でもある。
実在する技でもあり、マンモスマンとサタンクロスも使用した。現在も「サモアンドロップ」の名前でハワイ出身のレスラーが好んで使う。
バッファロー雪岩落とし（バッファローせつがんおとし）
バッファローマンがビッグ・ザ・武道に対して使用した雪崩式のフロントスープレックス。
キャプチュード
「52の関節技」の一つだが、ミートが「あらゆる投げ技のエキスをミックスし絶対脱出不可能にするため、改良に改良を重ねた究極の投げ技（スープレックス）」と言っている。別名捕獲投げ（ほかくなげ）。前田日明などが使用した実在の技。
「キン肉星王位争奪編」決勝の6人タッグマッチでスーパー・フェニックスに対して使用。
キラウエア落とし
48の殺人技の一つ。一見すると普通のバックドロップだが、プリンス・カメハメはこの技に対戦相手への敬意や、洗練された技術や雅やかな所作を加えることで至高のバックドロップへと進化させている。オメガ・ケンタウリの六鎗客編の後の新シリーズで、キン肉マンが超神マグニフィセントに対して使用した。

## 激突技

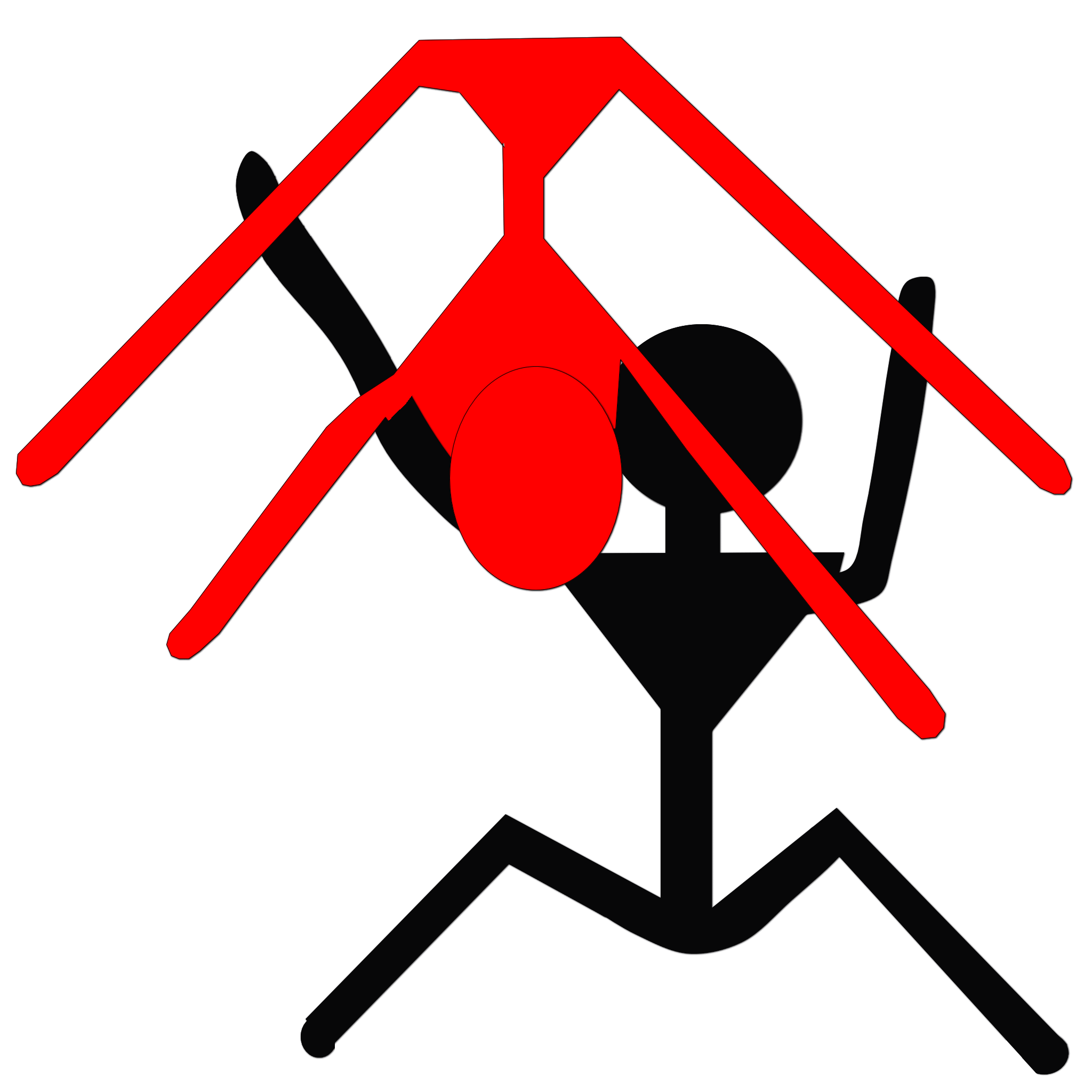
キン肉バスターの体勢

阿修羅稲綱落とし（アシュラいづなおとし）
アシュラマンの必殺技。竜巻地獄で相手を上空に巻き上げ、真っ逆さまに落下してくる相手の足の上に膝を乗せ全体重をかけて落下しキャンバスに激突させる技。変則で落下の途中で横方向に向きを変えると、相手を壁に激突させる∞稲綱落としになる。アシュラマンが幼少の頃の家庭教師であるサムソン・ティーチャーに教わり、「キン肉星王位争奪編」で対サタンクロス（サムソン・ティーチャー）戦にて披露される。弱点は上下ひっくり返されると数字の8の如く、仕掛けられた側と仕掛けた側との天地が入れ替わり逆に仕掛けた側がダメージを受けてしまうことである。ただし落下の途中で方向を横にすると8が無限大（∞）に見立てられ、体重がのりにくく威力がおちるもののバランスが安定して切り返すことができなくなる。サタンクロスは威力を抑える策をとりダメージを減らしたが、それでもサタンクロスを倒す威力は十分にあった。
『キン肉マンII世』では、膝から骨（片足2本、計4本）が飛び出し、その骨が相手の足を挟むようにロック（練磨膝骨錠）される。この膝は、稲綱落としを使った後、元に戻っていた。
阿修羅バスター（アシュラバスター）
アシュラマンの必殺技。「黄金のマスク編」の対テリーマン戦で初使用。キン肉バスターを基に（ただし、子供の頃にサムソン・ティーチャーからこの技を教わっており、また、アシュラマンに似た過去の悪魔超人もこの技を使っている）6本の腕を生かして相手の五体を完璧に封じる技で、トリプルキン肉バスターとも呼ばれている。キン肉バスターに加え、両腕と両足をホールドする。キン肉マンに固定していない首を外され破られたことから、後に頭部をホールドする 改良・阿修羅バスター（後述）も編み出されている。
アトランティスドライバー
アトランティスの必殺技。相手の両脚を捕らえ、その間に自身の両膝を割り込ませた体勢で落下する。この技でロビンマスクが敗れる。
アニメではジャイアントスイング状の投げ技に変更されている。
永久凍土落とし（えいきゅうとうどおとし）
カナディアンマンの技。カナディアンバックブリーカーの体勢から、相手をマットに叩きつける。ゲームオリジナル技。
Ωカタストロフ・ドロップ（オメガカタストロフ・ドロップ）
ジ・オメガマンことオメガマン・ディクシアの必殺技。背中の巨大指で包み隠し、通常のツームストン・ドライバーに両足を脇にかかえ、両脚にキー・ロックを決めながら相手の頭部を打ちつける。「キン肉星王位争奪編」でジェロニモに対して初使用。ネプチューンマンも、この技で葬られている。
Ωハルマゲドン・アベンジャー（オメガハルマゲドン・アベンジャー）
オメガマン・アリステラの必殺技。「オメガ・ケンタウリの六鎗客編」でキン肉マンスーパー・フェニックスに対して初使用。Ωカタストロフ・ドロップの進化形で、ディクシアは通常のツームストン・ドライバーに両足を脇にかかえ、両脚にキー・ロックを決めていたが、アリステラはさらに首を両足裏でしっかりと固定して相手の顎部を打ち付ける。これにより、首のクラッチが完全になった。
カーフ・ブランディング
テリーマンの必殺技で実在する技。初期はブルドッキング・ヘッドロック状態から相手の顔面をキャンバスに叩きつける技だが、後期は実際の同名のプロレス技同様背後に回り、後頭部に膝を当てながら相手に体重を浴びせ倒れ込みキャンバスに叩き付ける技で、「キン肉星王位争奪編」ではこちらを使いキング・ザ・100tを粉砕している。日本語では“仔牛の焼印押し”。
なお、原作では使用されたのはアメリカ遠征編と王位争奪編のみだが、アニメオリジナルや劇場版ではフィニッシュ・ホールドとして使用されることが多い。
改良阿修羅バスター（かいりょうアシュラバスター）
アシュラマンの技で、「夢の超人タッグ編」のニュー・マシンガンズ戦で使用。阿修羅バスターの改良版で、以前は両手、両足、両足の腿の部分を固定していたが今回は両手、両足、首の部分をしっかりと固定している。これにより弱点は克服されたと思われたが、首の部分に注意が行き威力が半減してしまう。
『キン肉マンII世』では、キン肉万太郎を痛めつける繋ぎ技として使用していた。
九龍城落地（ガウロンセンドロップ）
ラーメンマンの必殺技。「キン肉星王位争奪編」の対バイクマン戦で初使用。背後から相手の股下に頭を差し込み、肩車の状態でジャンプし、自身の全体重をかけて相手を頭からキャンバスに激突させる。
カメハメ仏壇落とし（カメハメぶつだんおとし）
プリンス・カメハメの「52の関節技」の一つ。手で両腕をつかみ両脚を足で固定し、頭から激突させる。
「キン肉星王位争奪編」でジ・オメガマンに召喚された際、「マッスル・スパーク」をこの技で返した。
キン肉バスター（キンにくバスター）
キン肉マンの必殺技で「48の殺人技」の一つ（アニメではキン肉マンのオリジナル技）、別名「五所蹂躙絡み（ごどころじゅうりんがらみ）」。相手を肩に逆立ち状態で抱え上げ、両手で相手の両足をホールドした状態でジャンプして、キャンバスに着地する。着地の際の衝撃で「首折り」「股割き」「背骨折り」のダメージを与える。「第21回超人オリンピック編」で対ウォーズマン戦で初使用。以後、数々の強敵を打ち破ってきた技だが、バッファローマンやアシュラマンをはじめとする超人たちに破られている技でもある。現実のプロレスで使用するプロレスラーもいる。
キン肉マンの師匠であるカメハメのほか、テリーマンも使用できる。『キン肉マンII世 究極の超人タッグ編』で進化形である「マッスル・G」を放つ際「キン肉スグルが開発した」と万太郎が発言しているが、同作品内でも「48の殺人技」はカメハメから伝授されている。
キン肉ドライバー（キンにくドライバー）
キン肉マンの必殺技で「48の殺人技＋1」（ただし万太郎は度々「48の殺人技の一つ」と言いながら技をかけている）。キン肉バスターと並ぶキン肉マンのスペシャルホールド。別名「疾風迅雷落とし（しっぷうじんらいおとし）」。「黄金のマスク編」の対悪魔将軍戦で初使用。アシュラマンに破られたキン肉バスターに変わり、対悪魔将軍戦用に開発された技。前方から相手の股間に頭を入れて持ち上げ、空中で相手の両足首をつかみ、両脚で相手の両腕の動きを封じた状態でキャンバス目掛け落下する。キン肉マンにとっては、真の意味で「オリジナルホールド」と呼べる数少ない技でもあり、その威力はキン肉バスターを超える（バッファローマン談）。この技で悪魔将軍、ザ・ホークマンが敗れ、マッスル・ドッキングのキン肉ドライバー側ではペンタゴン、サンシャイン、ネプチューンマンが倒される。キン肉マンのキン肉ドライバーは悪魔将軍、ミスター・VTRの援護を受けたミキサー大帝、キン肉マンゼブラに、万太郎のキン肉ドライバーはケビンマスクにより破られている。『週刊少年ジャンプ』1983年48号においては、表紙で掛け方が解説された。
クアドラプルバスター
サタンクロスの必殺技。超神ザ・ナチュラルと戦った際に使用。キン肉バスターに加え、両腕をホールドする。
地獄の断頭台（じごくのだんとうだい）
悪魔将軍の必殺技。「地獄の九所封じ」のラストワンで首の急所を仕留める。単体で使っても驚異的な破壊力を持ち、悪魔将軍のフェイバリットホールドでもある。相手をダブルアームスープレックスの体勢から振り回して空中に放り投げ、自らもジャンプして空中で脛によるギロチンチョークを極めた状態でキャンバスに激突する。並みの超人なら首がちぎれ飛ぶほどの荒技。キン肉マンは計3回も喰らっているが、咄嗟にロープを掴むなどして完璧な形で食らうことだけは避けている。また、悪魔騎士全員が集まって悪魔将軍の体を構成することで初めて本来の威力を発揮する技であり、アシュラマンとサンシャインが2人で将軍の下半身を構成して使用した時や、『キン肉マンII世』で悪魔将軍の脚を得たアシュラマンが万太郎に使った時は本来の威力を出せなかった。
超人稲綱落とし（ちょうじんいづなおとし）
キン肉アタル（キン肉マンソルジャー）の必殺技。空中で逆さ状態にした相手相手の足の上に膝を乗せ、全体重をかけて落下しキャンバスに激突させる技。元はアシュラマンの「阿修羅稲綱落とし」。
ナパーム・ストレッチ
アタル（ソルジャー）の必殺技。背後から相手の両腕を取り足首を脇の下に挟んだ体勢で回転しながら上昇した後急降下し、相手の胸部をキャンバスに叩きつける。落下中、空気抵抗により「A」の文字（アニメでは「X」印）が相手の胸に刻まれる。
ネメシスドライバー
ネメシスの必殺技で、前方からドロップキックで相手のアゴに頭をとらえて上昇し、そのまま空中で体制を反転させて背中越しに相手の両足首をつかみ、両脚は相手のアゴの動きをクラッチする形に封じた状態のまま全体重をかけてキャンバス目掛け落下する。見た目はキン肉マンのキン肉ドライバーや一般に多用されるパイルドライバーとも似ている変形の技だが、かける側に驚異的な柔軟性が要求される。
バッファローBOMB（バッファローボム）
バッファローマンが、「キン肉星王位争奪編」対知性チームとの6人タッグマッチでマンモスマンに使用した、全力をかけたパワーボム。
パンツドライバー
キン肉マンの技。『マッスル・リターンズ』で初披露した。自分のパンツの中に相手の頭を入れ、そのままパイルドライバーを掛ける。直前に放屁することにより、さらに相手に屈辱的なダメージを与える。
ハンバーガーヒルドライバー
スペシャルマンの技。相手を担ぎ上げジャンプ、空中で相手の足を極め、そのまま頭から激突させる。ゲームオリジナル技。
ブレーメン・サンセット
ブロッケンJr.が、「キン肉星王位争奪編」の知性チームとの6人タッグマッチで、プリズマンに対して使用した。
相手の両腕を自分の脇に挟みジャンプ、空中で相手と向かい合わせになり、逆さまの状態で急降下し相手の頭を激突させる。実在する「かんぬきスープレックス」をジャンプさせた形。
マウンテン・ドロップ
7人の悪魔超人の1人、ザ・魔雲天の1トンの全体重をかけたコーナーポストからのボディプレス。ゲームでは通常のボディプレスが「マウンテン・ドロップ」と、コーナーポストから繰り出す物が「渾身のマウンテン・ドロップ」と表記されている。
魔界稲綱落とし（まかいいづなおとし）
サタンクロスの必殺技。空中で逆さ状態にした相手の足の上に膝を乗せ、全体重をかけて落下しキャンバスに激突させる技。本編では対ザ・ナチュラル戦にて披露される。ナチュラルは激突時の反動で弾き返せる策をとり、ダメージを受けなかったが、想定外の技の発動をしたサタンクロスの実力に驚いてもいた。
マッスル・インフェルノ
キン肉マンゼブラの必殺技で、シルバーマンが遺した壁画に描かれていた「キン肉族三大奥義」の一つ。「キン肉星王位争奪編」対キン肉マン戦で使用。まず四方のロープを高速で飛び移り分身を作り、4体となり一斉に襲いかかる。両足で相手の背中をつき空高く舞い上げ反転し、サーフィンのような体勢で相手の身体の上に乗り、そのまま壁目掛けて突進させる。
攻略不可能とされているが、リング内のみ有効な技でバカ正直に受けることはないとロビンマスクに指摘されたり、技をかける際に背中を大きく動かされると、バランスが崩れ技を解かれてしまうことがある。『キン肉マンII世 超人大全』によると不完全だったとされる。後にオメガ・ケンタウリの六鎗客編で、キン肉マンゼブラは欠点を改良した発展技「真・マッスル・インフェルノ」をマリキータマンに使用している。
マッスル・スパーク
キン肉マンの必殺技で、シルバーマンが遺した壁画に描かれていた「キン肉族三大奥義」の一つ。まず数回のブリッジ腹筋力で相手を空高く舞い上げ（このとき相手は体の力が抜けていく）、両脚で相手の首と左脚を固定、両腕で相手の腕をチキンウイングに封じ極める（『キン肉マンII世』でマッスル・スパーク「天」と呼ばれた）。未完成版は両脚のクラッチのみの不完全なスグル版と、背中合わせの状態から相手の四肢を自身の四肢で固定してブリッジ状態で相手の身体を折りたたみ、そのままマットに頭、両腕、両脚を叩きつけるアタル版（マッスル・スパーク「地」胴体折り）の2つが存在し、それぞれ「キン肉星王位争奪編」のキン肉マンゼブラ戦、キン肉マンスーパー・フェニックス戦で使用。空中で「天」を極めた後、落下して「地」で止めを刺す二体重層技こそが完成形。対サタンクロス戦で初使用（寄生虫サタンクロスの頭部だけを叩きつけた）。以後、フィニッシュ・ホールドとして使用している。対スーパー・フェニックス戦で（復活した火事場のクソ力込みで）使用した技こそがシルバーマンが理想としていた形であり、この技の真髄は、相手を決して殺すことなくその上で決まった瞬間、確実に勝利を決定づける｢究極のみねうち｣であることが明かされた。
攻略不可能とされているが、技をかけられる側が柔軟性に優れている場合は、「天」を決められる前に体を大きく反らすことによって技を解くことが可能である。
技をかける際、前述表記である相手の四肢を自身の四肢で固定したままブリッジで相手の身体を折りたたむ動作に移行すると凄まじいまでの負荷と負担がかかるといった欠点が『キン肉マンII世』で判明しており、事実フェニックス戦後のキン肉マンは集中治療室に運ばれ、昏睡状態に陥ったほどの諸刃の刃といえる技だった。
「完璧超人始祖編」では、かつてキン肉王家であった完璧超人のネメシスも13歳でこの技を習得しており、一見キン肉マンのと全く同じ技に見えるが、似て非なる物であるためラーメンマンに致命傷を与えるまでには至っていない。
マッスル・リベンジャー
キン肉マンスーパー・フェニックスの必殺技で、シルバーマンが遺した壁画に描かれていた「キン肉族三大奥義」の一つ。「キン肉星王位争奪編」キン肉マンビッグボディ戦で初使用。ヘッドバットを繰り返し相手を空高く舞い上げ、両手をチキンウイングに極め両脚で両脚を封じた状態での変則式ドライバーを決める（コーナーポストの鉄柱に脳天を叩きつける）。
メガトン・キング落とし（メガトン・キングおとし）
ビッグ・ザ・武道ことネプチューン・キングの技。相手を空中へ放り投げ、逆さになった相手の足の裏に自分が乗り、全体重をかけマットに激突する。
ロビン・スペシャル
ロビンマスクの必殺技。「夢の超人タッグ編」対ヘル・ミッショネルズのビッグ・ザ・武道に対して初使用。エアプレーン・スピンで相手を放り投げると同時に自身も飛び上がり、空中で相手の首に自身の足を4の字に巻きつけ落下速度をアップさせ着地する。着地時にパイルドライバーに移行するタイプ（ロビン・スペシャル1st）と、逆立ちで着地し、着地時の衝撃で相手の首を極めるタイプがある。元々、第20回超人オリンピック・イギリス予選で対喧嘩男用に開発された技。武道への使用時は実は完全なものではなく、真のロビン・スペシャルを使ったのは、ネプチューンマンと姿を変えた喧嘩男がロビン本人に対してであり、彼自身が初めて決めたのは「キン肉星王位争奪編」でのキン肉マンマリポーサ戦においてである。
『キン肉マンII世』ではケビンマスクが万太郎のキン肉ドライバーを破る際に使用している。
ロビン・スペシャル1st（ロビン・スペシャルファースト）
上記のロビン・スペシャルのパイルドライバーに移行するタイプ。「夢の超人タッグ編」超人師弟コンビVSヘル・ミッショネルズでビッグ・ザ・武道に対して使用。名前はゲーム版で付けられた。
メイプルリーフ・クラッチ
ゲーム『マッスルグランプリ2』にて全貌が明かされたキン肉マンビッグボディの必殺技。カナダの国旗に描かれているメイプルリーフの形のまま相手を固め、脳天からマットに叩きつける。後に原作の「オメガ・ケンタウリの六鎗客編」でギヤマスターに対して初使用。
マッスル・インパクト
同じく『マッスルグランプリ2』にて明かされた、キン肉マンビッグボディの必殺技。ボディビルダーの3段ポーズを取りながら体当たりして、相手を天高く打ち上げた後、空中で相手を掴んで、そのままローラーのように激しく縦回転しながらパワーボムを決める。
魔技・グランドクロス（まぎ グランドクロス）
悪魔六騎士の1人・プラネットマンの必殺技。プラネットマンの体についている惑星が十字配列となり、相手をマットの下から上空へ打ち上げボディスラムで落とす技。

## 関節技・固め技

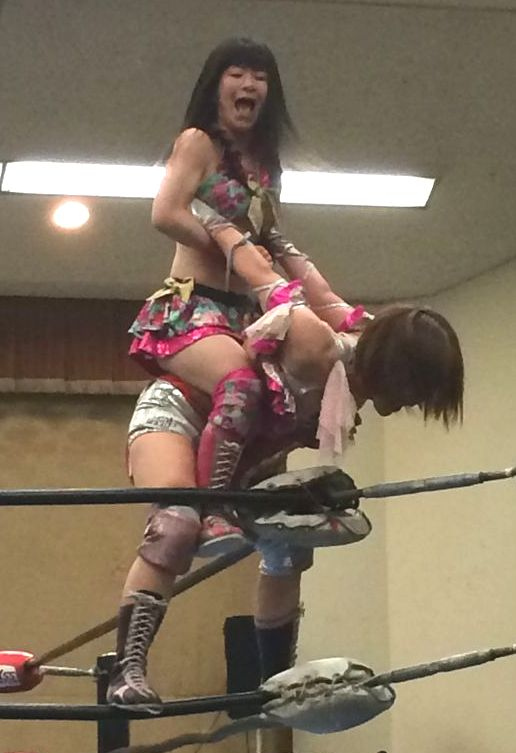
「ウォーズマン式」パロ・スペシャル（画像は、この技を実際に使用している女子レスラーのつくし〈アイスリボン〉）

アイアンクロー
キン肉真弓の必殺技でフリッツ・フォン・エリック直伝と解説されている。指の力で相手の額を絞め上げる。「第21回超人オリンピック ザ・ビッグ・ファイト編」キン肉マンvsウォーズマンの前座試合で委員長に対して使用。ジャンプ・コミックスの「超人必殺技シリーズ」で取り扱われるが、単純な技なので図解説明は省略されている。
カナディアンバックブリーカー
カナディアンマンの得意技。「第20回超人オリンピック編」のロビンマスク戦で初披露。実在する技。
カンガルー・クラッチ
キン肉マンの技で「52の関節技」の一つ。「キン肉星王位争奪編」決勝の6人タッグマッチで、オメガマンの手で復活したプリンス・カメハメとの戦いで使用された。キン肉マンがカメハメに仕掛けたときは、覚えたてのため、仕掛けが甘かった模様。
キャメルクラッチ
ラーメンマンの代名詞的な必殺技。超人のパワーでかけられた際は相手の体を真っ二つにすることが可能で、ラーメンマンはこの技でブロッケンマンとモーターマンを惨殺（アニメでは、ブロッケンマンの背骨をヘシ折った後、伸ばしてラーメンにした）している。実在する技で、日本名は「らくだ固め」。『闘将!!拉麵男』でも「機矢滅留・苦落血」の当て字がなされ使用された。『II世』では「美来斗利偉・解腹折り」の別名が付いた。
キン肉壊体固め（キンにくかいたいがため）
「48の殺人技」の第13番（No.13）。劇中ではキン肉マンは使用しておらず、キン肉マンの技を学習した完璧超人、ピークア・ブーによって使用された。
キン肉スペシャル（キンにくスペシャル）
キン肉マンの技で、アントニオ猪木の卍固めをさらに複雑にしたような形。初期にパンダマン（中身は素人）に対して使用した。
喧嘩スペシャル（クォーラルスペシャル / けんかスペシャル）
ネプチューンマンが喧嘩男（ケンカマン）と名乗っていた頃から使っている必殺技。「夢の超人タッグ編」でケンダマンに対して初使用。ジャンプ・コミックスの「超人必殺技シリーズ」にて、「卍固め」を元に作ったと本人が解説している。背後から左足で相手の右腕と右脚をロック、両手で相手の左腕を取って手前に引き付ける。超人硬度10を誇るケンダマンを真っ二つにするほどの破壊力がある。
アニメ版では「けんかスペシャル」と読む。
グローバル・ブレーン・スピン
プリンス・カメハメの「52の関節技」の一つ。体操競技のあん馬の要領で相手の頭上で回転し、相手が体力を消耗して倒れたところをボディプレスで攻撃する。「キン肉星王位争奪編」でジ・オメガマンに召喚されたプリンス・カメハメの「バック・フィリップ」への返し技としてキン肉マンが使用した。
ゴリー・エスペシャル
プリンス・カメハメの必殺技で「52の関節技」の一つ、さらに「トリプル・ビーフ・ケーキ」の一つである。「キン肉星王位争奪編」決勝の6人タッグマッチでキン肉マンに対して使用。背中合わせに相手を背負った状態で両手首を掴んで固定し、脚は太ももにロック。その状態で何度も相手を揺すって痛めつける技。実在する「ゴリースペシャル」と同じ技。
使い手に柔軟で頑強な肉体を要求するため、使う者がほとんどいなくなった難技である。カメハメとの戦いの中、キン肉マンも使うようになった。
地獄卍固め（じごくまんじがため）
キン肉マンの技で「52の関節技」の一つ。「キン肉星王位争奪編」決勝の6人タッグマッチでオメガマンに対して使用。「卍固め」の原型といわれている技である。
水芸・セントヘレンズ大噴火（みずげい・セントヘレンズだいふんか）
アトランティスの必殺技。「七人の悪魔超人編」で対キン肉マン戦で使用。相手のネックハンギングツリーに捕らえ、額から相手の血を噴出させる。アニメでは体内の水分を噴出させる技に変更され、キン肉マンは技から抜け出した後、舞台となった不忍池の水を大量に飲むことで補った。
スカル・クラッシュ
悪魔将軍の必殺技。「黄金のマスク編」でバッファローマン戦で初使用。軟体超人である体を生かして、相手の頭を自分の体で絞めあげ、頭蓋骨を砕く技。
スピニング・トーホールド
テリーマンの必殺技。「スピニング・トゥホールド」とも言う。「第20回超人オリンピック編」のスカイマン戦で初使用。後に「カーフブランディング」とともにテリーマンの代名詞的な技となる。実在する技で、テリーマンのモデルとなったテリー・ファンクらファンク一家の伝統技。
タワー・ブリッジ
ロビンマスクの必殺技。第20回超人オリンピック対キン肉マン戦で初使用。アルゼンチンバックブリーカーに似ているが、相手を締め上げてギブアップを狙うのみならず、その背骨、又は身体を真っ二つに圧し折ることを目的とした技。バリエーションとして、その体勢のまま相手をマットやロープに叩きつける「逆タワーブリッジ」「ロープワーク・タワーブリッジ」もある。
超人絞殺刑（ちょうじんこうさつけい）
キン肉マンの必殺技で「48の殺人技」の一つ。「夢の超人タッグ編」で対ヘル・ミッショネルズ戦でネプチューンマンに対して初使用。ロープを挟んで相手の背後から両手をつかみ、両足で相手の首を絞め落とす。自身の全体重がかかった絞め技で威力は高い。なお掛ける側の体勢がリング外を向いているバージョン（ネプチューンマン戦など）とリング内を向いているバージョン（ミスターVTR戦など）の2種類あるが、作中では特に区別はされず、両方ともこの名称で呼ばれる。この技でミスターVTRを撃破している。一方でロープの使用が前提となる技であり、サタンクロス戦ではロープを切断するという方法で技を外されている。
テキサスクローバーホールド
テリーマンの必殺技で「テリー一族の至宝」と称される。「夢の超人タッグ編」のはぐれ悪魔超人コンビ戦のサンシャインに対して初使用。相手の足をクロスさせた変形サソリ固め。実在する技。
デビル・トムボーイ
スプリングマンの必殺技。バネ状の体内に相手を捕捉してバネの力で相手を締め上げる。ウルフマンは、この技でバラバラにされた。完璧超人始祖編では相手を締め上げる技には螺旋解体搾りという別の名が付き、デビル・トムボーイはバネの螺旋の中に相手をとらえる技となっている。その上、バネの内側を刃物のように変形させるスプリングナイフという技を併用し威力を高めている。
パロ・スペシャル
ウォーズマンの必殺技。「第21回超人オリンピック ザ・ビッグ・ファイト編」のキン肉マン戦で初使用。相手の背後に馬乗りになり、両足で相手の両足をロック、両手で相手の両手首をつかんで前方に力をかけて肩関節と胴を破壊する脱出不能の技。バッファローマンとネプチューンマンには、力ずくで破られてしまった。日本ではスタンド式波乗り固めと呼ばれることがある。実在したプロレスラー、ジャッキー・パロの技から着想されたが、実在の技とは掛け方が逆でリバース式となっており（このため、正調の物に対して「ウォーズマン式」の名で区別されている）、ケビンマスクの「OLAP」が正調のパロ・スペシャルとほぼ同型。
パワフル・ノーズ・ブリーカー
マンモスマンの技。マンモスマンの鼻で相手をつかみ、そのまま相手の背中をシュミット式バックブリーカーの要領で自分の膝に振り下ろす技。「キン肉星王位争奪編」でペンチマンに対して初使用され、一撃で仕留めた。
ペンチ・クロー
ペンチマンの技。両手を合体させて大きなペンチ状にし、強力に任せて相手を挟み込む技。「キン肉星王位争奪編」でマンモスマンに対して使用。
ボー・バックブリーカー
プリンス・カメハメの必殺技で「52の関節技」の一つで、さらに「トリプル・ビーフ・ケーキ」の一つである。「キン肉星王位争奪編」決勝の6人タッグマッチで、キン肉マンに対して使用。相手の片足と片腕を自分の両手で固定して相手を横倒しにし、片膝を支点にして下向きに荷重をかけて、背骨を痛めつける技。
使い手に驚異的なバランス感覚を要求するため、使う者がほとんどいなくなった難技である。後にキン肉マンも使用した。
カメハメツイスト
52の関節技の一つで、オメガ・ケンタウリの六鎗客編の後の新シリーズで、キン肉マンがマグニフィセント相手に使用した。
魔のショーグン・クロー（まのショーグンクロー）
悪魔将軍の技。一見通常の「アイアンクロー」だが、驚異的な力でそのまま相手を自分の頭上まで持ち上げている。「黄金のマスク編」でバッファローマンに対して使用。
ロウがため
キングコブラの必殺技。溶けたロウを相手にかけて、固めて動けなくする。「超人オリンピック ザ・ビッグファイト編」でキン肉マンに対して使用。
脇固め（わきがため）
キン肉マンの技で「52の関節技」の一つ。「キン肉星王位争奪編」決勝の6人タッグマッチでオメガマンに対して使用。実在する技である。
ジャンピングマッスルクラッシュ
アニメで、スプリングマンがリキシマンに対して出したオリジナル技。デビル・トムボーイを極めたまま、ジャンプと着地を連続で行う。これにより、筋肉をズタズタにしてしまう。
シュツットガルドの憂鬱
究極の超人タッグ編のリザーブマッチで、ブロッケンJr.が使用した技。一見するとボストンクラブのようにも見えるが、相手の衣服を相手の足に巻きつけて自由を奪った上で、自分の足で相手の足を挟みこみ、ボストンクラブに決める。

## 返し技
ベアークロー返し
キン肉マンが特訓で編み出した技。ベアークローを足で蹴り上げる。アニメでの名称は、48の殺人技のひとつ「スクランブル・ソフト返し」。
リベンジバスター
バッファローマン考案の、元祖キン肉バスター破り。「7人の悪魔超人編」VSキン肉マン戦で初披露。キン肉バスターの最中にひっくり返り、キン肉バスターの掛け手と受け手を逆転させ、その勢いで本来のキン肉バスターより強い衝撃を与える。6をひっくり返すと9になると説明されている。
この技を使うには、最低相手の超人強度の10倍はなくてはならない（相手がバッファローマンの場合、1億パワーは必要）。
順逆自在の術（じゅんぎゃくじざいのじゅつ）
悪魔六騎士の一人ザ・ニンジャの術。技のかけ手と受け手を瞬時に入れ替える忍術技。ブロッケンJr.を苦しめる。後にブロッケンJr.や、キン肉アタルも使用した。この技は超人強度が500万パワー以上必要とされている。
アシュラマン版キン肉バスター破り
アシュラマンが使用したキン肉バスター破り。キン肉バスターでマットに激突する寸前に自らの両手をマットにつけることによって、マットへの激突を避ける。
ネック・エスケープキン肉バスター破り
キン肉マンがとっさに編み出した阿修羅バスターの攻略方法。五体の中で唯一極められていない首の部分を後ろに抜くことによって技から脱出する。
阿修羅バスターと同様の技であるキン肉バスターに対しても使用可能。
クロノス・チェンジ
ペンタゴンの技。時空を操り技のかけ手と受け手を入れ替える技。「夢の超人タッグ編」1回戦で、四次元殺法コンビとして登場したときに使用。

## 光線・ビーム系の技
キン肉ビーム（キンにくビーム）
キン肉マンの初期の必殺技。地球に迫り来る怪獣を退治するために新たに開発された光線技で、手ではなく足を交差させて発射する。キン肉フラッシュ同様、序盤以外はほとんど使用されていない。
キン肉フラッシュ（キンにくフラッシュ）
キン肉マンの初期の必殺技。両手を×の字に組むことで発射される光線技だがあまり威力はない。第20回超人オリンピック以降は、ほとんど使用されることはなかった。
フェイス・フラッシュ
キン肉族の中でもごく一部の者が使える技。マスクを外すことで素顔から発せられる光線により、ドブ川の水を綺麗にしたり、巨大シーソーを曲げたり、死人を生き返らせるなど、奇跡を起こす。「キン肉星王位争奪編」でキン肉マン、キン肉マンソルジャー（キン肉アタル）、キン肉マンスーパー・フェニックスが使用している。キン肉族の王家の血を引いていれば誰でも使えるという訳では無く、例えばキン肉大王であるキン肉真弓は使うことができない。また、王家の血を引く者以外でも使用したという記録が残っている。『キン肉マン』最終回においては、死亡したり預言書を焼かれて消滅した超人たちが、キン肉マンが上空から降り注いだ花々に向けフェイス・フラッシュを照射することで復活した。
不死鳥乱心波（フェニックスらんしんは / ふしちょうらんしんは）
キン肉マンスーパー・フェニックスの技。超音波を出して相手を操る。「キン肉星王位争奪編」決勝で、キン肉マンに対して使用。死体も操れる。
レインボー・シャワー
プリズマンの必殺技。「キン肉星王位争奪編」知性チームVS残虐チームの6人タッグマッチにおいて、ブロッケンJr.に対して初使用。超人にとって天敵といわれるカピラリア七光線と呼ばれる、虹色の光線（プリズマン自身も例外ではなく、跳ね返されるとダメージを負う）を発射する。太陽のエネルギーを吸収して放つため、日没になると使えないという弱点がある。また、人間など超人以外の生物に対しては無害とされているが、コーナーポストと鉄柱を溶かしたり、リングに穴を開けるほどの破壊力がある。

## 防御技
肉のカーテン（にくのカーテン）
キン肉族の始祖・キン肉タツノリが考案したキン肉族の至宝。顔の前方に両腕で構えることにより、鋼鉄並みの防御力が得られる。元は悪行超人から自分のマスクを守るための技であり、キン肉タツノリはこの技で悪行超人の攻撃を3日3晩耐えたと伝えられ、その後どんな攻撃も防ぐ技になった。キン肉族の祖先であるシルバーマンの「パーフェクトディフェンダー」が元になっている。「第21回超人オリンピック」の決勝戦、キン肉マン対ウォーズマン戦の中でキン肉真弓からキン肉マンに伝授される。「キン肉星王位争奪編」でキン肉マンソルジャー（キン肉アタル）も使用している他、同じくキン肉族である万太郎も使用可能。また、キン肉マンはこの体勢で体当たりする「肉のカーテンアタック」を使ったこともある。
読切版「奇跡の救世主伝説の巻」では、100万年前に辺境の惑星クッピン星で暴れていた超人を倒して奇跡の救世主として崇められていた「ミュースマン」（姿はシルバーマンに酷似）の像が、肉のカーテンと同じ構えを取っている。
アニメでは名前がキン肉ガードに変更された。
バリヤー
キン肉マン初期の技。ルーツ島で暴れる怪獣ウコンの攻撃を防ぐため使用したが、バリヤーは逃げてしまった。

## 連続技
トリプル・ビーフ・ケーキ
カメハメの必殺技で、ボー・バックブリーカー→ゴリー・エスペシャルホールド→バックフィリップの順で繰り出される。元は、上記の三技の総称だったが、『キン肉マン ジェネレーションズ』のカメハメ最大の技として、連続技の形で使われている。
風林火山（ふうりんかざん）
キン肉マンの必殺技で「48の殺人技」のNo.3。「アメリカ遠征編」対ジェシー・メイビア戦で初使用。相手をアームホイップもしくはダブルアームで振り回し、キャンバスに叩きつけたあとローリング・クレイドルで空中に上昇、さらにパイルドライバーで落下した後でリバース・ロメロスペシャル（文庫版ではロメロスペシャルに変更。ゲーム中ではロメロスペシャルを組み込んだ方を「裏・風林火山」と呼称）を極める技。原作ではメイビア戦およびピークア・ブー戦で2回使用されているが、アニメや劇場版ではそれ以外にもフィニッシュホールドとして、たびたび使用されている。その際には、フィニッシュである「山」がバックブリーカーやキン肉バスターに変更されているなど、さらに派手な技になっていた。

## 武器・凶器などを使用した技
凶器攻撃（きょうきこうげき）
ブロッケンマンとデビル・マジシャンとスカル・ボーズの得意技。その名の通り凶器を使った攻撃で、軍服を相手にかぶせたところにメリケンサックで相手を殴る。
キン肉カッター（キンにくカッター）
キン肉マンのVS怪獣用の技。頭のキン肉カッター（アイ・スラッガー）で相手を切りつける。アニメでは、万太郎がケビンマスク戦で使用している。
シューティング・ライフル
第20回超人オリンピックにおいて、キン骨マンがテリーマンに致命傷を与えた技。自慢の銃で相手を撃つ。名前はゲームから。
スクリュー・ドライバー
ウォーズマンの必殺技。「超人オリンピック ザ・ビッグファイト」対ティーパックマン戦で初使用。ベアークロー装着型手首（あるいは手甲）のから4本の突起を出し空高く飛び上がり、錐揉み回転をしながら相手目掛けて突っ込む。コーナーポストやジャンプで突っ込むこともある。両手にベアークローを出して行う二刀流スクリュー・ドライバー、2倍ジャンプ3倍回転の1200万パワー・スクリュー・ドライバーもある。「光の矢」と実況された。
名前の由来は同名のカクテル、スクリュー・ドライバーから。
ティーパック・パンチ / ティーバッグ・ウィップ
ティーパックマンの技。水分を吸って鉄のように硬くなった巨大ティーバッグで相手を殴る。第21回超人オリンピック出場時の得意技名は「ティーパック・パンチ」だったが、オメガ・ケンタウリの六鎗客のヘイルマンとの対戦時は「ティーバッグ・ウィップ」と呼称している。
プラネットリング
プラネットマンの技。腰に装着された土星の輪をブーメランのように投げて、相手を攻撃する。また、その輪を噛み砕き相手に向かって吐き出すリングストーンもある。
呪いのローラー（のろいのローラー）
サンシャインが使う技。「夢の超人タッグ編」対ニュー・マシンガンズ戦で初使用。かつては弱点だった胸のキーパーツを強化する目的で身につけたもので、胸に内蔵した巨大なローラーで相手を轢き潰す。アシュラマンとのツープラトンでも多用されており、この技で初代キン肉マングレート（プリンス・カメハメ）を瀕死に追いやった。
モデスティーズ戦のザ・ナチュラルに対し、横型から縦型に変化した呪いのローテーションローラーがある。
マグナム銃攻撃（マグナムガンこうげき）
テリーマンの対怪獣用の技。愛用のマグナム銃で相手を撃つ。作中では、アブドーラとスプリンタソードをこの攻撃で仕留めている。

## 特殊技
アクション・ストップ
ミスター・VTRの技。頭部についているカメラで、対戦相手を腰のビデオにうつし出し、映し出された対戦相手の画像をビデオの静止ボタンでストップさせると、実際の対戦相手の動きもストップしてしまう。
悪魔のシンフォニー / 地獄のシンフォニー（あくまのシンフォニー / じごくのシンフォニー）
ステカセキングの必殺技。ヘッドフォンになっている足で相手の頭部を挟み込み、大音量（最大100万、アニメでは300万ホーン）の曲を流すことで相手の鼓膜からさらには脳みそを破壊する。だが、この時流れる番組はラジオ放送に依存しているため、対キン肉マンでは音楽が落語（アニメでは牛丼音頭）に変わって、途中から効いていなかった。
アパッチのおたけび
ジェロニモの必殺技。アパッチ族に伝わる秘技で「ウララーー!!」と大音量で叫ぶことで周囲の物質を振動させ、強力な衝撃波を生み出し、相手を攻撃する。「黄金のマスク編」において、サンシャインに使用。キーパーツを抜かれて構造が弱くなったサンシャインには、音波による強烈な振動を起こすこの技は致命的であった。
アニメの王位争奪編では、名前が「野生のおたけび」に変更された。
三分殺し（さんぷんごろし）
ステカセキングのアニメオリジナル技。上記の技を食らわせた相手に対し、発動可能。3分たった瞬間に、曲が脳内に鳴り続ける。
サン・マッスル
キン肉マンが、「7人の悪魔超人編」対ブラックホール戦で使用。自分の汗を使って太陽光線を乱反射させ、分身を消した。アニメでは、こちらも48の殺人技と名乗っている。
焦熱地獄（しょうねつじごく）
ザ・ニンジャの悪魔騎士時代の技。「黄金のマスク編」の対ブロッケンJr.戦で使用された。忍法蜘蛛糸縛りで身動きを取れなくした相手の頭上に火の玉を吐き出し、その熱でロープを縮ませ相手をじわじわと絞め殺す技。転所自在の術で作り出した重油の海に火の玉で火をつける焦熱地獄パート2も存在。
ストップ・ザ・タイム
ペンタゴンの使用する技。「夢の超人タッグ編」対マッスル・ブラザーズ戦で使用した。顔の星を動かすことで、時間を止める。
竜巻地獄（たつまきじごく）
アシュラマンとサムソン・ティーチャーの必殺技。「黄金のマスク編」対テリーマン戦で初使用。6本の腕を大きく振ることで、竜巻を引き起こす。キン肉マンでは珍しく、頻繁に使われた飛び道具である。
毒ガス攻撃（どくガスこうげき）
ブロッケンマンの技。口から毒ガスを吐き、相手を苦しめる。『キン肉マンII世 究極の超人タッグ編』でブロッケンJr.も同様の技を使用しているが、その際の名称は「殺超人ミスト」。
変身（へんしん）
プヨプヨの得意技。巨大なゲンコツ、ロープなどさまざまなものに変身する。アニメでは、カレイヤスも蝶や食虫植物に変身している。
ホワイトホール
キン肉マンの技。「7人の悪魔超人編」の対ブラックホール戦と「夢の超人タッグ編」のマッスル・ブラザーズVS四次元殺法コンビで、ブラックホールの吸引ブラックホールの打倒策として使用。前者では四次元空間を引き裂いて脱出することに成功するが、2回目は通じなかった。キン肉マンの屁であり、強靭な超人といえども耐えがたいほど強烈であり、アニメではたびたび「へ、へ、屁の出る5秒前」の掛け声で返し技として使うことがある。この屁を顔面に浴びせられた相手は、完全に決まっていた技を思わず解いてしまう。
アニメ版では名前が「イエローホール」に変更。
マッスル・ラン
キン肉族の戦士が敵の行動を探るときに使う牽制の走りで、敵の周囲をぐるぐる回る。キン肉マンが、劇中でミスター・VTR相手に使用している。

## その他
恐怖のベンキ流し（きょうふのベンキながし）
ベンキマンの必殺技。腹部の便器に流してしまう。流された者がどうなるかはベンキマンにも、作者ゆでたまごにも分からない。「超人オリンピック ザ・ビッグファイト」でキン肉マンに点火されたキングコブラに初使用された。相手が巨大な場合などは肉ダンゴ状にする。キン肉マンは便器にパンツを詰まらせて脱出した。
じゃんけん
カニベースの必殺技。しかし、カニベースは得意技なのにも関わらず、キン肉マンにじゃんけんで敗れてしまった。
アイス・ロック・ジャイロ
マンモスマンの必殺技。パワフル･ノーズを使って対戦相手を頭上で回転やねじれを与えて投げ飛ばして加速させ、そのスピードで相手を氷結させる技。王位争奪編の決勝戦で、ロビンマスクに対して使用された。フェニックスがマンモスマンを裏切った時のために温存しておいた技。
その後にザ・サムライのアドバイスを受けたロビンマスクが自分のねじれと更なる回転を加え、マンモスマンの威力10倍のロビン流アイス・ロック・ジャイロを使っている。
ゴースト・キャンバス
マンモスマンの必殺技。相手の頭をキャンバスに突き刺し、逆立ちの状態で相手の両足を持って回転し、首をねじ切る大技。「キン肉星王位争奪編」でゴーレムマンに初使用され、ロビンマスクにも使用された。
ヘアーネット
モンゴルマンの得意技。辮髪が伸び、相手に絡みついたり、味方を受け止めたりする。
麻酔を一切使用しない医術（ますいをいっさいしようしないいじゅつ）
ドクター・ボンベの得意技。この医術で、ちぎれたキン肉マンの左腕をたった一夜で復活させた。
超人血盟軍Lの陣形
無言のままLの形に並んで座る。｢最後まで望みを捨てずに戦え｣を意味する。「完璧超人始祖編」ではブロッケンJr.が正義超人たちと共にこの陣形を組んで、ザ・ニンジャに無言のエールを送った。「オメガ・ケンタウリの六鎗客編」では、マリキータマンがロールシャッハ・ドットでキン肉アタルの深層心理を反映した模様を描き心理状態を読み取った際、マリキータマンの胸にLの形を浮かび上がらせ、キン肉アタルはブロッケンJr.に無言の意志を伝えた。
超人血盟軍Vの陣形
無言のままVの形に並んで座る。｢休まず攻めろ｣を意味する。
超人血盟軍Xの陣形
無言のままXの形に並んで座る。｢相手の攻撃に注意せよ｣を意味する。
ゆでたまごの原作担当の嶋田隆司は、「L、V、Xの陣形は椅子5脚で表現できるアルファベットを考えた結果出てきたもので、これ以外の陣形を作るのは形として難しい」と語っている。
超人血盟軍激励の陣
相方の肩の上に立って全員が無言のまま仁王立ちし、巨大な超人の壁を作る。

## タッグコンビネーション
キン肉マンのタッグ#タッグ技一覧を参照。

## 技の総称など
阿修羅地獄芸（アシュラじごくげい）
アシュラマンが使用。
- 阿修羅稲綱落とし
- 阿修羅バスター

火事場の○○（かじばの○○）
キン肉マンが使用。
- 火事場のクソ力
- 火事場の一本づり
- 火事場の逆噴射
- 火事場のバズーカ砲
- 火事場のメガトン・パンチ
- 火事場のブリッジ
- 火事場の段ちがい平行棒
- 火事場のビッグ・ウェーブ
- 火事場の大回転
- 火事場の昆虫採集 ※アニメ版のみ
- 火事場の綱引き ※アニメ版のみ
- 火事場のかまぼこ ※アニメ版のみ
- 火事場の友情パワー ※アニメ版のみ

カメハメ殺法100手（カメハメひゃって / カメハメひゃくて）
プリンス・カメハメの持つ100の技の総称。48の殺人技と52の関節技に分けられる。
48の殺人技（よんじゅうはちのさつじんわざ）
- No.1 宇宙旅行（アニメ版で命名、後に原作にも採用）
- No.3 風林火山
- 三角投げ
- 人間風車 ※アニメ版のみ
- 人間ヘリコプター ※アニメ版のみ
- 秘技・鳥肉屋の舞台ウラ（アニメでは48の殺人技。原作では不明）
- 超人サッカーボール ※アニメ版のみ
- スクランブル・ソフト返し（原作でのベアークロー返し。アニメ版のみ48の殺人技と設定）
- キン肉バスター（五所蹂躙絡み）

- フライングパンチ
- サン・マッスル（アニメでは48の殺人技。原作では不明）

- 肉弾エルボードロップ（アニメでは48の殺人技。原作では不明）
- 鯉の滝登り（アニメでは48の殺人技。原作では不明）
- マッスルタイフーン（アニメでは48の殺人技。原作では不明）
- Uボート（書籍『キン肉マン 熱闘スペシャル』で48の殺人技と設定）
- 大風車（アニメ版で命名）
- 一本背負い
- 超人絞殺刑（超人絞首刑）
- ビッグミンチ ※アニメ版のみ
- デビルファイヤー ※アニメ版のみ
- 足絡み腕封じ
- カメハメ・ロック

- No.13 キン肉壊体固め
- キラウエア落とし
- コークスクリューロケット

※このほかにも名称不明のものがいくつかある。
48の殺人技＋α
- キン肉ドライバー（疾風迅雷落とし。「48の殺人技+1」と呼称される。ただし『キン肉マンII世』の初期には「48の殺人技」とも呼称されていた）
- キン肉バスターイモータル
- マッスル・ミレニアム
- マッスル・G（「48の殺人技+3」と呼称される。）

52の関節技（ごじゅうにのかんせつわざ / ごじゅうにのサブミッション）
- トリプル・ビーフ・ケーキ（三つの肉爆弾）
- 変形羽根折り固め
- 脇固め（スーパーアームロック）
- カンガルー・クラッチ
- ボー・バックブリーカー（弓矢式背骨折り）
- ゴリー・エスペシャル
- 地獄卍固め
- カメハメ仏壇落とし
- グローバル・ブレーンスピン
- キャプチュード（捕獲投げ）
- アーチェリー・ストレッチ
- キラウエア・ストレッチ
- シャットダウンクラッチ
- 骨破筋交い絡み
- カメハメツイスト

キン肉殺法 / マッスル殺法（キンにくさっぽう / マッスルさっぽう）
キン肉マンのフェイバリット・ホールドの総称。
- No.1：キン肉バスター
- No.2：キン肉ドライバー
- No.3：マッスル・スパーク

キン肉族三大奥義
キン肉族の祖先たちが、自分たちが編み出した技のうち特に強力な3つを選んだもの。技の内容はキン肉大神殿内の壁画に刻まれている。キン肉星の王は即位までにこの技を体得することが求められているが、3つとも非常に難易度が高く、第57代キン肉星大王であるキン肉真弓の代まで習得できた王は存在しないとされる。作中ではキン肉マンがマッスル・スパークを、キン肉マンスーパー・フェニックスがマッスル・リベンジャーを、キン肉マンゼブラがマッスル・インフェルノを披露している。また未完成版としてキン肉アタルがアタル版マッスル・スパークを、キン肉万太郎がマッスル・スパーク"地"を放っている。他にキン肉マンマリポーサは壁画の解釈を誤った結果偽マッスル・リベンジャーを習得・披露したが、三大奥義に対する冒涜と見なされ壁画から放たれた光でその身を焼かれている。いずれも攻略は不可能といわれているが、作中ではマッスルインフェルノとマッスルスパークは一度破られている。
- マッスル・スパーク
- マッスル・リベンジャー
- マッスル・インフェルノ

地獄の九所封じ（じごくのきゅうしょふうじ）
悪魔将軍の技。「黄金のマスク編」対キン肉マン戦で使用。全身に九つあるといわれる超人の急所を封じていく技の総称。スピン・ダブルアーム・ソルトやダブル・ニー・クラッシャーのように一度に2箇所の急所を封じる技もある。その4地獄のメリーゴーランドはキン肉マンに避けられたため、ダブル・ニー・クラッシャーをもってその4と5としている。また、超人には手のひらに思考能力をつかさどるツボが存在し、そこを刺激することにより思考能力を低下させることができる。九所封じその8はそのツボを刺激するために握手をすることであり、相手を油断させるために偽の九所封じその8と9が存在する。
地獄の九所封じ一覧（カッコ内は封じる急所）
- その1：大雪山落とし（背中）
- その2と3：スピン・ダブルアーム・ソルト（腕）
- その4：地獄のメリー・ゴーラウンド
- その4と5：ダブル・ニー・クラッシャー（足）
- その6：カブト割り（脳天）
- その7：ストマック・クラッシュ（腹）
- 偽その8：パイルドライバー（首）
- 偽その9：超人圧搾機（全急所）
- その8：握手（手のひら、思考能力をつかさどるツボ）
- ラストワン：地獄の断頭台（首）

砂地獄（すなじごく）
サンシャインが使う技の総称。全身が砂で出来ているサンシャインならではの技で、身体を逆ピラミッド型に変形させて相手の心臓に突き刺さる地獄のピラミッド、凱旋門型に変形させて押し潰す地獄の凱旋門、巨大なコマになって体当たりする地獄のコマなどがある。
超人一〇二芸（ちょうじんひゃくにげい）
ラーメンマンが使う技の数々の総称。その名の通り、102にもおよぶ技がある。元々は『キン肉マン』のスピンオフ作品『闘将!!拉麵男』で設定された技だが、王位争奪編で使われるようになった。後に『キン肉マンII世』で正式にラーメンマンの技として設定される。
※キャメル・クラッチは、『闘将!!拉麵男』では超人一〇二芸の1つではなく、ラーメンマンが新たに編み出した一〇三番目の奥義である。
- キャメルクラッチ（機矢滅留・苦落血）
- 烈火太陽脚
- 落陽紅脚
- 百戦百勝脚
- 心突錐揉脚
- 飛燕旋風脚
- 回転龍尾脚
- 飛翔龍尾脚
- 百歩神拳
- 命奪崩壊拳
- 打穴三点崩し

など。